# 多帶蝴蝶魚
多帶蝴蝶魚（学名：Chaetodon multicinctus）為輻鰭魚綱鱸形目蝴蝶魚科的其中一種。其种加词“multicinctus”意为“多带的”。

## 分布
本魚分布於西印度洋區，包括波斯灣、阿曼灣、阿拉伯半島東南部海域。

## 深度
水深5－114公尺。

## 特徵
本魚體呈圓形，吻短，體色為白色，頭部有一黑色條紋通過眼睛。體側具有6條褐色條紋且密布許多深色斑點。背鰭、臀鰭有白邊，尾柄黑色，尾鰭白色具黑色邊。背鰭硬棘13至14枚、背鰭軟條23至26枚；臀鰭硬棘3枚、臀鰭軟條18至20枚。體長可達12公分。

## 生態
本魚棲息於珊瑚礁，通常成對出現，肉食性，以珊瑚蟲、多毛類、小型甲殼類為食。

## 經濟利用
為觀賞性魚類，不供食用。